# Austropallene cristata
Austropallene cristata är en havsspindelart som först beskrevs av Bouvier, E.L. 1911.  Austropallene cristata ingår i släktet Austropallene och familjen Callipallenidae. Inga underarter finns listade.